# 神代貴茂
神代 貴茂（こうじろ たかもち、生年不詳 - 天正12年（1584年））は、戦国時代に、島原半島の神代領（現在の長崎県雲仙市国見町神代小路地区周辺）を支配していた武将。
1584年（天正12年）に、有馬・島津連合軍と肥前龍造寺軍の沖田畷の戦いにおいて、龍造寺方の武将として従軍。総大将の龍造寺隆信が戦死後、龍造寺軍は総崩れし、有馬に反旗を翻していた各所の武将たちも有馬に降伏したが、
神代貴茂も一旦は降伏した。その後島津の人質として八代へ連行されて平田光宗の管理下になった。当地域および伊古、古部地区は天正15年6月に佐賀の鍋島直茂に宛がわれるまでは薩摩の管理下にあった。１）、２）
八代の人質として囚われの貴茂が何時神代に返されたかは確認されていない。貴茂が八代から神代へ帰ったあと遺恨を持つ有馬晴信はまともに城を攻めることをやめ、謀略を画策。近くの多比良城にて多比良氏、土黒氏とともに講和会議の場を設けた。その帰り、神代貴茂は現在の国見町犬馬場において、多比良氏や土黒氏の兵士など有馬側の兵士により、暗殺される。その時期については確認されていない。その直後、鶴亀城と数基の支城（浅井城、大坪城、切通城など）は次々と陥落し、鎌倉時代より続いたとされる神代一族は滅亡した。３）、４）